# Capucin à tête rayée
Mayrimunia tristissima
Espèce
Statut de conservation UICN

 LC  : Préoccupation mineure
Le Capucin à tête rayée (Mayrimunia tristissima) est une espèce de passereaux appartenant à la famille des Estrildidae.

## Répartition
On le trouve en Nouvelle-Guinée.